# Rachel Schmidt (Turnerin)
Rachel Schmidt (* 2. Dezember 1994 in Hamilton) ist eine neuseeländische Trampolinturnerin. Ihre Brüder Callum (* 1992) und Dylan (* 1997) sind ebenfalls professionelle Trampolinturner.

## Leben & Karriere
Rachel Schmidt wurde am 2. Dezember 1994 in der Stadt Hamilton, rund 100 Kilometer südlich der neuseeländischen Großstadt Auckland, geboren. Noch in jungen Jahren begann sie zusammen mit ihrem rund zwei Jahre älteren Bruder Callum mit dem Trampolinturnen und bald darauf wurde sie auch von ihrem rund drei Jahre jüngeren Bruder Dylan begleitet. Dabei kamen sie durch einen kleinen Klub auf der Südinsel Neuseelands erstmals mit dem Trampolinsport in Kontakt, wo sie allerdings noch nicht in Wettbewerben antraten, sondern nur zum Spaß am Trampolin übten.  Noch sehr früh in ihrer Karriere zählten die drei Geschwister zu den besten jungen Trampolinturnern ihres Heimatlandes und nahmen in dieser Zeit bereits an den New Zealand Trampoline Nationals teil, bei denen sie regelmäßig Medaillen errangen.
Nachdem die Familie um das Jahr 2003 in die Kleinstadt Waihi auf der Nordinsel gezogen war, meldeten die Eltern ihre drei Kinder beim Extreme Trampolining Club in Auckland an. Dort wurde Rachel Schmidt von Angie Dougal trainiert und kam in der Regel in den Disziplinen Einzel am Trampolin sowie dem Synchronspringen und dem Doppel-Mini-Trampolin zum Einsatz. Da sie weiterhin in Waihi lebte und ihre Schulausbildung am Waihi College absolvierte, musste sie zwischen drei und vier Mal pro Woche den Weg zum Training ins rund 150 Kilometer entfernte Auckland antreten. Weitere Erfolge fuhr Rachel Schmidt auch bei der Australian Trampolining Championship ein, wo sie unter anderem im Jahre 2009 in der U-15-Wertung die Silbermedaille im Synchronspringen gewann. Dieses bestritt sie mit ihrer langjährigen Freundin Georgina „Georgie“ Robertson, mit der sie bereits seit geraumer Zeit im Synchronspringen auf Juniorenebene antrat und die im Einzelspringen dieses Wettbewerbs die Goldmedaille gewann. Beim Australian Youth Olympic Festival des Jahres 2009 trat Schmidt ebenfalls an der Seite von Robertson im Synchronspringen in Erscheinung, wobei das Duo lediglich den sechsten von sieben Plätzen belegte. Während Robertson im Einzelspringen immerhin den zwölften von 15 Plätzen belegte, schaffte es Schmidt lediglich auf den 14. und damit vorletzten Platz. Ebenfalls im Jahr 2009 war Rachel Schmidt Finalistin bei der Wahl zur Junior Sportswoman of the Year bei den Waikato Times Secondary School Sports Awards.
Im Jahre 2011 nahm Rachel Schmidt an den Weltmeisterschaften im Trampolinturnen 2011 in Birmingham teil, wo sie sich jedoch weder im Einzelspringen noch im Synchronspringen, wo sie zusammen mit Routinier Kyle Walker antrat, oder im Teamwettbewerb für die Hauptrunde qualifizieren konnte. Danach trat Schmidt weiterhin in diversen Wettbewerben in Erscheinung und gewann unter anderem im September 2012 ihren dritten nationalen Meistertitel. Während sie im Einzelspringen den bereits erwähnten ersten Platz belegte, schaffte sie im Synchronspringen mit ihrer Partnerin auf den dritten Platz. Danach nahm sie zum zweiten Mal in ihrer Karriere  an den Indo Pacific Championships in Sydney teil, wo sie den zweiten Platz im Einzelspringen, den vierten Platz im Synchronspringen und mit ihrem Heimatland den ersten Platz in der Teamwertung belegte. Bereits etwas mehr als einen Monat zuvor gewann Schmidt die National Secondary School Championships. Danach bereitete sie sich noch auf diverse Wettbewerbe vor, zog sich aber im Laufe der Jahre immer mehr von der internationalen Ebene zurück und agierte wieder vielmehr auf nationaler Ebene. Erst im Jahre 2017 kam sie wieder auf die internationale Ebene zurück, als sie beim zweiten Teil des FIG World Cup 2017 in Minsk den 21. Platz in der Qualifikation belegte und somit nicht am Hauptbewerb teilnahm.